# Narnaviridae
Classe
Ordre
Famille
Les Narnaviridae sont une famille de virus à ARN monocaténaire à polarité positive (ssRNA). Les membres de cette famille ne possède pas de capside. Les champignons leur servent d'hôtes naturels. Actuellement, la famille compte sept espèces, réparties entre 2 genres,. Ils font également partie des virus nus, parmi lesquels, on retrouve, par exemple, les virus de l'hépatite A et de l'hépatite E.

## Virologie
Le génome de ces virus est monocaténaire d'une longueur variant entre 2,3 et 3,5 kilobases. Il code un gène unique, l'ARN polymérase ARN-dépendante. Cette protéine est associée avec le génome dans le cytoplasme de l'hôte. Les virus n'ont pas de capside ou enveloppe et ne forment pas de particules virales infectieuses, à l'exception des vésicules lipidiques.
Ils infectent les champignons (y compris les levures) et les oomycètes. Les mitovirus semblent être parmi les virus infectant le plus couramment les champignons.
| Genre      | Structure                    | Symétrie | Capside        | Arrangement génomique | Segmentation génomique |
| ---------- | ---------------------------- | -------- | -------------- | --------------------- | ---------------------- |
| Mitovirus  | Pas de protéines structurels |          | Sans enveloppe | Linéaire              | Monocaténaire          |
| Narnavirus | Pas de protéines structurels |          | Sans enveloppe | Linéaire              | Monocaténaire          |

## Cycle
La réplication virale est cytoplasmique. La réplication suit le modèle de réplication des virus à ARN à brin positif. La méthode de transcription est celle des virus à ARN à brin positif. Le virus sort de la cellule hôte grâce au mouvement inter-cellulaire. Les champignons leur servent d'hôtes naturels. Les voies de transmission sont parentales et sexuelles
| Genre      | Hôte        | Tropisme tissulaire | Point d'entrée       | Point de sortie | Site de réplication | Site d'assemblage | Transmission                                 |
| ---------- | ----------- | ------------------- | -------------------- | --------------- | ------------------- | ----------------- | -------------------------------------------- |
| Mitovirus  | Champignons | Aucun               | Horizontal; vertical | Aucun           | Cytoplasme          | Cytoplasme        | Horizontal: accouplement; vertical: parental |
| Narnavirus | Champignons | Aucun               | Horizontal; vertical | Aucun           | Cytoplasme          | Cytoplasme        | Horizontal: accouplement; vertical: parental |

## Taxinomie
Deux genres ont été identifiés : les mitovirus, qui infectent les mitochondries des champignons, et les narnavirus, qui restent dans le cytoplasme de la cellule hôte.
Leurs plus proches parents parmi les virus à ARN sont des virus infectant les plantes du genre Ourmiavirus, qui, cependant, ont une capside et un certain nombre d'autres protéines. D'autres parents proches sont les bactériophages de la famille des Leviviridae.
- genre Mitovirus
  - espèce Cryphonectria mitovirus 1
  - espèce Ophiostoma mitovirus 4
  - espèce Ophiostoma mitovirus 5
  - espèce Ophiostoma mitovirus 6
  - espèce Ophiostoma mitovirus 3a
  - Autres membres proposés pour les mitovirus : OnuMV1c et OnuMV7
- genre Narnavirus
  - espèce Saccharomyces 20S RNA narnavirus
  - espèce Saccharomyces 23S RNA narnavirus

## Référence biologique
- (en) ICTV : Amabiliviricetes  (consulté le 5 février 2021)
- (en) ICTV : Wolframvirales  (consulté le 5 février 2021)
- (en) ICTV : Narnaviridae  (consulté le 26 janvier 2021)